# Itálie na Zimních olympijských hrách 1998
Itálii na Zimních olympijských hrách 1998 reprezentovalo 113 sportovců, z toho 79 mužů a 34 žen ve 13 sportech.

## Medailisté
| Medaile | Jméno                                                                      | Sport           | Disciplína              |
| ------- | -------------------------------------------------------------------------- | --------------- | ----------------------- |
| Zlato   | Deborah Compagnoniová                                                      | Alpské lyžování | Ženy obří slalom        |
| Zlato   | Günther Huber Antonio Tartaglia                                            | Boby            | Dvojbob                 |
| Stříbro | Deborah Compagnoniová                                                      | Alpské lyžování | Ženy slalom             |
| Stříbro | Pier Alberto Carrara                                                       | Biatlon         | Muži 20 km              |
| Stříbro | Marco Albarello Fulvio Valbusa Fabio Maj Silvio Fauner                     | Běh na lyžích   | Muži štafeta 4 x 10 km  |
| Stříbro | Stefania Belmondová                                                        | Běh na lyžích   | Ženy 30 km (volný styl) |
| Stříbro | Armin Zöggeler                                                             | Saně            | Muži jednotlivci        |
| Stříbro | Thomas Prugger                                                             | Snowboarding    | Muži obří slalom        |
| Bronz   | Silvio Fauner                                                              | Běh na lyžích   | Muži 30 km (klasicky)   |
| Bronz   | Karin Moroder Gabriella Paruzziová Manuela Di Centaová Stefania Belmondová | Běh na lyžích   | Ženy štafeta 4 x 5 km   |